# Morolaba
Morolaba est un village du département et la commune rurale de Morolaba, dont il est le chef-lieu, situé dans la province du Kénédougou et la région des Hauts-Bassins au Burkina Faso.

## Géographie

### Situation et environnement
Morolaba est situé à 15 km de la frontière malienne – formée par la rivière Banifing – et à environ 110 km au nord-ouest de Bobo-Dioulasso.

## Santé et éducation
Morolaba accueille un centre de santé et de promotion sociale (CSPS).